# Facciole

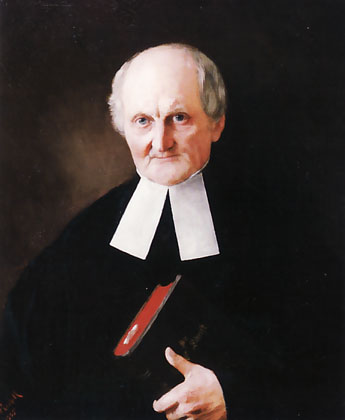
Carl Eichorn.

Le facciole (o facciuole, o baverina) sono le due strisce di stoffa (in genere, bianca e inamidata) che scendono dal colletto sul davanti del vestito.
Erano tipiche dell'abito del clero francese fino al XIX secolo e sono state mantenute nel costume di alcune congregazioni religiose (per esempio nell'abito dei Lasalliani). Nel Protestantesimo sono usate nella toga liturgica delle chiese riformate, luterane ed anglicane.
Vengono indossate anche da avvocati e magistrati sulla toga.